# 格羅寧根省旗
格羅寧根省旗是該省的正式象徵之一，制定於1950年2月17日。旗幟中央為綠色十字和白色十字圖案。左上和右下為紅色方塊。左下和右上為藍色方塊。